# Kurt-Dieter Grill

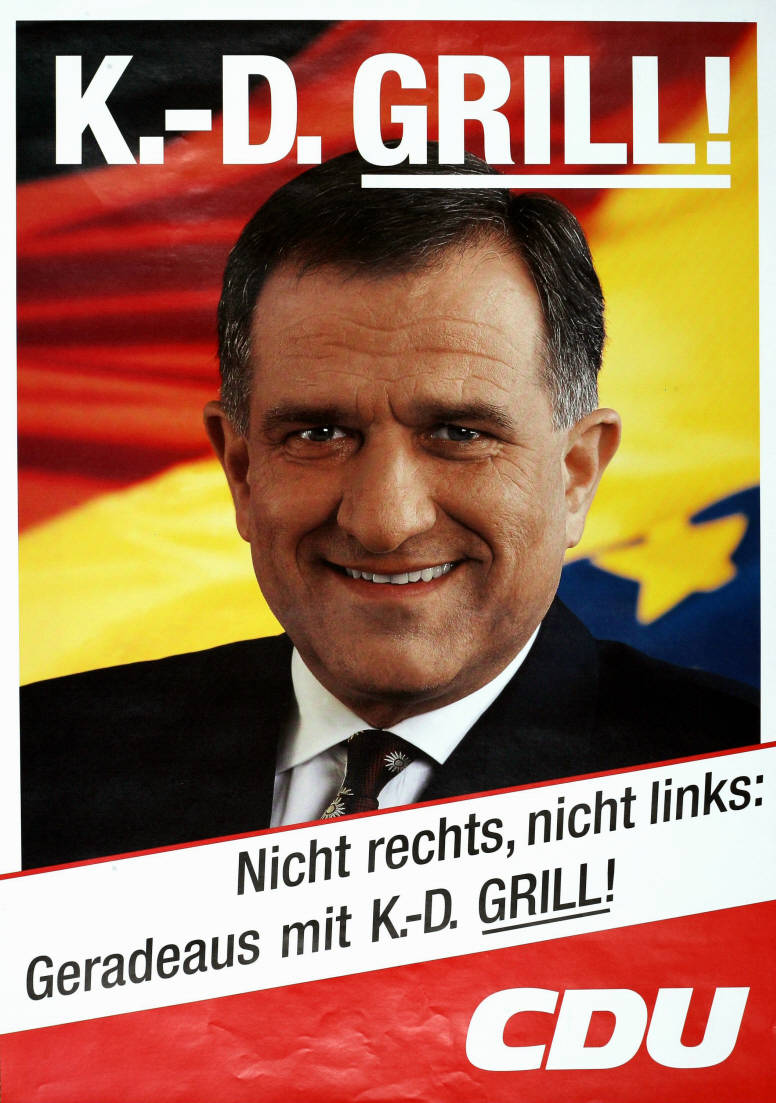
Kandidatenplakat Kurt-Dieter Grills zur Bundestagswahl 1998

Kurt-Dieter Grill (* 28. Dezember 1943 in Rathenow) ist ein deutscher Politiker (CDU).

## Leben
Kurt-Dieter Grill wurde am 28. Dezember 1943 im brandenburgischen Rathenow geboren. Nach dem Besuch des Gymnasiums und dem Abitur 1963 absolvierte er ein zweijähriges Praktikum für das Studium an der Wiesenbauschule Suderburg (damals „Staatliche Ingenieur Akademie“). Dort machte er 1968 einen Abschluss als Ingenieur (grad.) für Wasserwirtschaft und Kulturtechnik, anschließend eine Ausbildung für den gehobenen Dienst der Wasserwirtschaftsverwaltung in Niedersachsen. Von 1972 bis 1974 war er Mitglied des Hauptpersonalrats beim Niedersächsischen Minister für Ernährung, Landwirtschaft und Forsten.
Er absolvierte vier Wehrübungen bei der Bundeswehr während seiner Zeit als Abgeordneter, sein Dienstgrad ist Oberleutnant der Reserve. Bis Juni 1974 war Grill als Bauoberinspektor bei der Bezirksregierung Lüneburg tätig. Nach seinem Ausscheiden aus dem Bundestag wurde er 2006 als Bevollmächtigter für Bundesangelegenheiten Lobbyist der Babcock Borsig Service. Seit 2007 ist er außerdem Vorstandsvorsitzender des neu gegründeten Deutschen ITER Industrie Forums e. V. (dIIF). Als Unternehmensberater hat er darüber hinaus seine eigene Firma 139 Grad Consulting Berlin.
Er ist evangelisch, verheiratet und hat drei Kinder.

## Partei
Von 1962 bis 1978 war Grill Mitglied der Jungen Union, davon 1968 bis 1972 als Kreisvorsitzender und 1972 bis 1976 als Bezirksvorsitzender und Landesschatzmeister. Seit 1968 CDU-Mitglied war er von 1972 bis 2000 im CDU-Bezirksvorstand, von 1984 bis 2000 Beisitzer im Vorstand der CDU Niedersachsen und von 1987 bis 2002 Vorsitzender des Bundesfachausschusses Umwelt und Energie der CDU.

## Abgeordneter
Von 1976 bis 1996 war er Kreistagsabgeordneter in Lüchow-Dannenberg und von 1978 bis 1991 Vorsitzender der Gorleben-Kommission. Von 1974 bis 1994 war er Mitglied des Niedersächsischen Landtages, seit 1986 als stellvertretender Fraktionsvorsitzender der CDU. Er war vom 10. November 1994 bis zur Bundestagswahl 2005 (drei Wahlperioden) Mitglied des Deutschen Bundestages. 1994 gewann er das Direktmandat im Wahlkreis Lüneburg – Lüchow-Dannenberg und danach zog er stets über die Landesliste der CDU Niedersachsen ins Parlament ein. Von 2000 bis 2002 führte er den Vorsitz der Enquête-Kommission Nachhaltige Energieversorgung. Im Jahr 2005 verlor Kurt-Dieter Grill gegen Hedi Wegener (SPD) und konnte auch über die CDU-Landesliste nicht in den Deutschen Bundestag einziehen, so dass er aus dem Deutschen Bundestag ausschied.
Als entschiedener Befürworter der Kernenergie insbesondere der Gorlebener Atomanlagen in seinem Wahlkreis war er im Zuge der langjährigen Auseinandersetzungen häufig Zielscheibe der Kritik und Aktionen von Atomkraftgegnern.

## Mitgliedschaften
Er war Mitglied der DAG, arbeitet in der Deutschen Gesellschaft des Club of Rome mit, ist Mitglied im Bund der Wasser- und Kulturbauingenieure sowie seit 1976 Vorstandsmitglied der Freunde der Sommerlichen Musiktage in Hitzacker und des Vereins zur Erhaltung von Rundlingen.
Grill ist seit November 2006 Ehrenmitglied der Kerntechnischen Gesellschaft (KTG).

## Auszeichnungen
2007 wurde Kurt-Dieter Grill mit dem Bundesverdienstkreuz ausgezeichnet.

## Kritik
- 1988 wurde bekannt, dass der mittlerweile bankrott gegangene Bauunternehmer Heinz Licht von 1980 bis 1987 die Sekretärin, Büromaterial sowie die Anschaffung und den vierjährigen Betrieb des Autotelefons von Grill im Gesamtwert von 100.000 DM bezahlt und zum Teil als Geschäftskosten abgerechnet hatte. Die Staatsanwaltschaft Lüneburg stellte ein eingeleitetes Ermittlungsverfahren mit der Begründung ein, dass die Zahlungen der Unterstützung der Parteiarbeit dienten, die Abrechnung als Geschäftskosten steuerrechtlich unerhebliche unbewußte Falschbuchungen darstellten und eine Zusammenarbeit bei der Vergabe von Bauaufträgen zwischen Grill und Licht nicht nachzuweisen sei.[9][10][11][12]
- 1990 sah der örtliche Wahlleiter im Landkreis Lüchow-Dannenberg das Wahlgeheimnis bedroht, weil Grill Parteifreunde in Wahlvorständen aufgefordert hatte, auf fehlende CDU-nahe Wähler zu achten, um ihnen hinterhertelefonieren zu können. Die Staatsanwaltschaft lehnte es aber ab, Ermittlungen aufzunehmen.[13]